# Slaget vid Hampton Roads
Slaget vid Hampton Roads var ett sjöslag under amerikanska inbördeskriget den 8–9 mars 1862 som stod i Hampton Roads, Virginia.

## Bakgrund

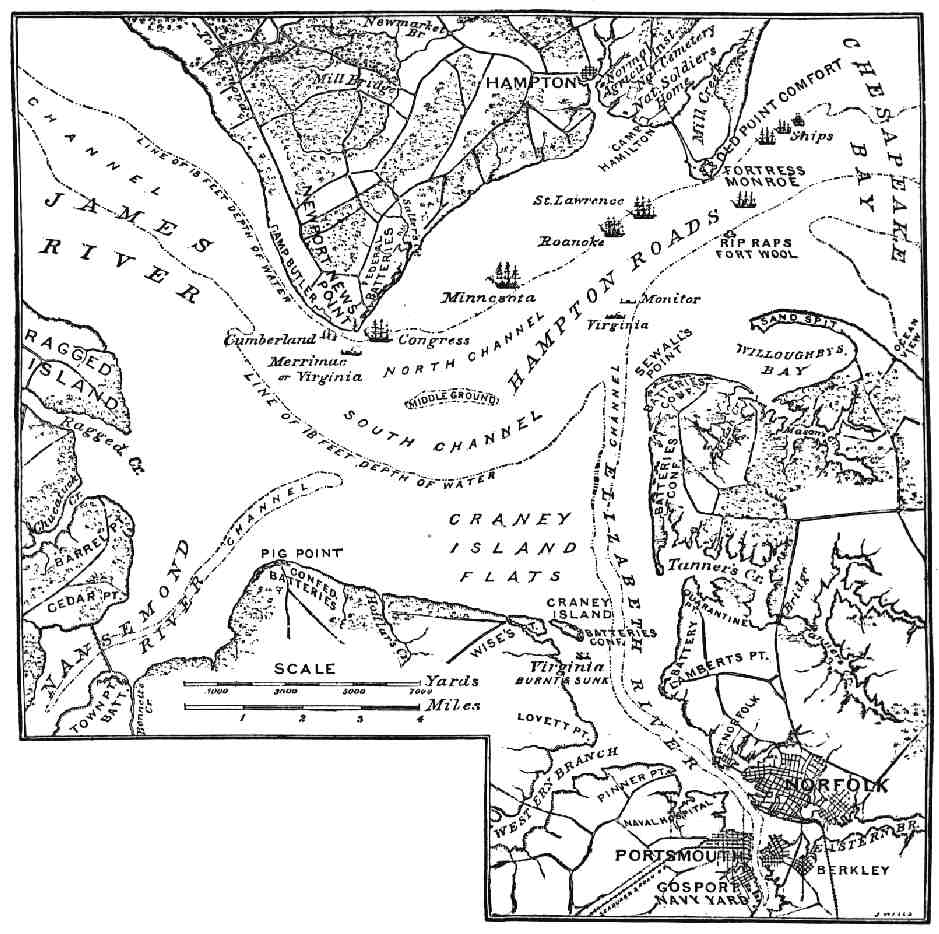
Karta över händelserna vid Hampton Roads.

USA:s (Nordstaterna) flotta blockerade utgången från Hampton Roads vilket var vägen ut till havet för Sydstaternas båtar från hamnen i Norfolk, Virginia där också deras största båtvarv låg. Sydstatarna ville bryta blockaden.

## 8 mars
CSS Virginia tillsammans med kanonbåtarna Raleigh och Beaufort lämnade Norfolk, Virginia 11.00 på morgonen. Nordstatarnas fregatt Cumberland och korvett Congress upptäckte dem 12.00. Nordstatarna hade hjälp av artilleri från stranden. CSS Virginia sänkte Cumberland, medan Raleigh och Beaufort attackerade  Congress. CSS Virginia hjälpte dem efter striden med Cumberland. De sänkte Congress efter båten kapitulerat och de tog besättningen som fångar och förstörde stor del av kustartilleriet. Efter det kom två sydstatshjulångare Patrik Henry och Jamestown samt kanonbåten Teaser från Jamesfloden till slaget. Utanför hamnen i Newport News gick nordstatarnas fregatt Minnesota på grund. Striden slutade för dagen då de mörknade.

## 9 mars
Pansarfartyget USS Monitor, fregatten Roanoke och St Lawrence kom vid midnatt från New York för att skydda Minnesota. Sydstatarnas fartyg hade övernattat vid udden Sewell's Point. De gick nu ut för att sänka Minnesota. Då möttes sydstaternas pansarfartyg CSS Virginia och nordstaternas motsvarighet USS Monitor. De andra fartyget höll sig i bakgrunden. Då ingendera av parterna lyckades sänka varandra och CSS Virginia drog sig tillbaka utan att ha lyckats upphäva blockaden vann nordstaterna mycket på slaget även om de blev oavgjort.

## Eftermäle
Mötet mellan Monitor och Virginia var den första sjöstriden någonsin mellan två pansarfartyg. De visade också att pansarfartyg var överlägsna träfartygen som knappt gjort någon skada på dem. Nordstatarnas blockad höll och sydstatarna lyckades inte under hela kriget bryta den.